# لجور (الحد)

تعديل مصدري - تعديل

لجور هي إحدى قرى عزلة الحد بمديرية الحد التابعة لمحافظة لحج، بلغ تعداد سكانها 245 نسمة حسب تعداد اليمن لعام 2004.